# Spyridium stenophyllum
Spyridium stenophyllum är en brakvedsväxtart. Spyridium stenophyllum ingår i släktet Spyridium och familjen brakvedsväxter.

## Underarter
Arten delas in i följande underarter:
- S. s. renovatum
- S. s. stenophyllum